# Alpenbosmuis
De Alpenbosmuis (Apodemus alpicola) is een knaagdier uit het geslacht bosmuizen (Apodemus).

## Verwantschap
Deze soort werd oorspronkelijk beschreven als een ondersoort van de geelhalsbosmuis (A. flavicollis), maar is nauwer verwant aan de kleine bosmuis (A. uralensis).

## Leefwijze
Als habitat prefereert de soort een combinatie van rotsen, water en stukken gras. In zulke habitats komt het dier algemeen voor.

## Verspreiding
Deze soort komt voor in de Alpen van Duitsland, Frankrijk, Oostenrijk, Italië en Zwitserland, op 550 tot 2000 m hoogte.